# Адлер
За психолога вижте Алфред Адлер.
Адлер (на немски: Adler – орел) е бивш германски производител на автомобили, мотоциклети, велосипеди.
Фирмата е основана през 1880 г. и първоначално произвежда само велосипеди, а от 1889 г. – и пишещи машини. Производството на автомобили започва през 1900 г. и е преустановено през 1949 г., когато американците демонтират цялата поточна линия и всичките машини като репарация след Втората световна война.
Тогава започва производството на мотоциклети, което продължава до 1957 г., когато „Грундиг“ купува „Адлер“ и „Триумф“, Нюрнберг – дъщерна компания на английския производител на мотоциклети „Триумф“, която също е в бизнеса с мотоциклети и пишещи машини, и ги обединява. Оттогава „Триумф-Адлер“ произвежда само пишещи машини и друга офис техника.

## История
През 1880 г. във Франкфурт на Майн Хайнрих Клайер основава дружество с ограничена отговорност Heinrich Kleyer GmbH, което започва да произвежда велосипеди. Предприятието се разраства и през 1895/1896 се преобразува в акционерното дружество Adlerwerke vorm. H. Kleyer AG. През 1898 г. започва продукцията на пишещи машини. През 1889 г. е построена нова фабрика с 600 работни места, където година по-късно започва производството на автомобили тип воатюрет (малки коли) и автомобили-триколки, използвайки двигатели Дьо Дион-Бутон. Първите модели на фирмата са Vis-à vis и 4,5 PS. В периода 1901 – 1907 г. „Адлер“ произвежда и мотоциклети.
През 1903 г. инж. Едмунд Румплер застава начело на конструкторския отдел и разработва първия двигател на „Адлер“, който започва да се монтира в автомобилите от 1904 г. Наред с тях продължават да се използват и агрегатите на Дьо Дион-Бутон. Синовете на Клайер – Ервин и Ото, както и Алфпед Тевес участват в редица състезания с коли на „Адлер“ и печелят много от тях. През 1914 г. 20 % от автомобилите в Германия са от марката „Адлер“. През 1922 г. за компанията работят 10 000 души във Франкфурт и заводи в други 10 града. Бройката спада до 3000 през 1930 г., а до Втората световна война отново набъбва до 7000. В началото на 1930-те години „Адлер“ е почти винаги на 3-то място в статистиката за регистрирани нови автомобили след „Опел“ и „Ауто Унион“, но през 1936 г. окончателно са изместени от тази позиция от „Мерцедес-Бенц“.
През 1926 г. на пазара излиза един от най-успешните модели на Адлер – „Адлер Стандарт 6“, първият европейски автомобил с хидравлични спирачки. Той се произвежда в общо 4 варианта (6, 6А, 6S и 6 3U) до 1934 г., а броят на продадените екземпляри е почти 30 000. Той наподобява някои модели на „Крайслер“ – фирма, която по онова време се радва на голяма популярност в Европа. Подобни са и „Стандарт 8“ и „Фаворит“.
Показателно за качеството на „Стандарт 6“ говори околосветското пътешествие с този модел на германската автомобилната състезателка Кленелоре Стинес и шведския кинематограф Карл-Аксел Сьодерстрьом, първо по рода си в историята. За 2 години и един месец (25 май 1927 – 24 юни 1929) те изминават 47 000 км от Германия през Балканите, Близкия изток, Москва (където съпътстващият автомобил с 2 механици и резервни части остава), Сибир и замръзналото езеро Байкал, пустинята Гоби до Пекин. С ферибот стигат през Япония и Хаваите до Северна Америка, продължавайки на юг през Кордилерите и Централна Америка до Буенос Айрес, после отново на северозапад към Ванкувър, Канада, след това на изток до Вашингтон и Ню Йорк. Оттам пътешествието продължава с кораб до Хавър във Франция и след това отново на 4 колела до Берлин.
Между 1931 и 1935 г. шеф на конструкторския отдел е Ханс Густав Рьор. Негово дело са моделите Трумпф (среден клас, 1932) с независимо окачване на всяко колело и рядко срещаното в това време предно предаване и Трумпф Джуниър (компактен клас, 1934), също с предно задвижване. Трумпф Джуниър е най-успешният модел на компанията, реализирайки над 100.000 продажби, почти половината от всички продадени Адлери. От 1935 г. главен конструктор е Карл Йеншке, който през 1938 г. представя Адлер 2,5 Литра, който има заоблени аеродинамични форми и е оприличен на майски бръмбар. Последният модел, който Адлер произвежда е Адлер 2 Литра (1938 – 1940).
По време на Втората световна война производството на леки граждански автомобили е преустановено и заменено от военна продукция. На 22 март 1944 г. заводът във Франкфурт е бомбардиран и понася големи разрушения. Въпреки това там продължават да се произвеждат шасита и двигатели за БМП. Работната ръка обаче не достига и затова между август 1944 и март 1945 г. от концлагера „Натцвайлер“ са изпратени около 1600 затворници. От тях оживяват много малко – около 1/6 умира в завода, голяма част от останалите, уморени от 84-часовата работна седмица и станали негодни за работа, са изпратени за унищожение в други лагери, а на 24 март 1945 г. 350 затворници тръгват пеша в т. нар. „поход към смъртта“ към Бухенвалд.
След края на Втората световна война оцелелите съоръжения на завода са конфискувани от окупационните сили на САЩ и нямат право да бъдат използвани. До 1948 г. съществува надежда да се постигне споразумение за освобождаването им, но през 1949 г. поточната линия и машините са демонтирани като репарация. На „Адлер“ се налага да промени гамата на продуктите си и наред с велосипеди и пишещи машини започва производство на различни машини и подновява това на мотоциклети. Топмоделът е MB 250 RS – модификация на MB 250 S с 26 к.с. и максимална скорост 160 km/h. Производството на мотоциклети е преустановено през 1957 г., когато „Грундиг“ слива новозакупените „Адлер“ и „Триумф“, като оттогава се сглобяват само пишещи машини и офис техника. Това не се променя и когато новосъздадената компания е закупена от „Фолксваген“ (1979), а по-късно и от „Оливети“ (1986).

## Модели
Автомобили
| Модел                | Години      | Обем двигател | Мощност                       | Макс. скорост  |
| -------------------- | ----------- | ------------- | ----------------------------- | -------------- |
| Vis-à-Vis            | 1900 – 1903 | 400 см3       | 2,6 кВ (3,5 к.с.)             | 30 km/h        |
| 4,5 PS               | 1900 – 1903 | 510 см3       | 3,3 кВ (4,5 к.с.)             | 35 km/h        |
| 8 PS                 | 1901 – 1903 | 865 см3       | 5,9 кВ (8 к.с.)               | 40 km/h        |
| 24/28 PS             | 1904 – 1905 | 4.016 см3     | 20,6 кВ (28 к.с.)             | 65 km/h        |
| 8/12 PS, 8/14 PS     | 1904 – 1906 | 2.008 см3     | 8,8 – 10,3 кВ (12 – 14 к.с.)  | 50 km/h        |
| 4/8 PS               | 1906 – 1907 | 1.032 см3     | 5,9 кВ (8 к.с.)               | 55 km/h        |
| Адлер 5/9 PS         | 1907 – 1909 | 1.134 см3     | 6,6 кВ (9 к.с.)               | 60 km/h        |
| 8/15 PS              | 1907 – 1910 | 2.011 см3     | 11 кВ (15 к.с.)               | 55 km/h        |
| 11/18 PS             | 1907 – 1910 | 2.799 см3     | 13,2 кВ (18 к.с.)             | 55 km/h        |
| 23/50 PS             | 1909 – 1912 | 5.800 см3     | 42,6 кВ (58 к.с.)             |                |
| 19/45 PS             | 1909 – 1912 | 4.840 см3     | 35 кВ (48 к.с.)               |                |
| 13/30 PS             | 1909 – 1912 | 3.180 см3     | 25,7 кВ (35 к.с.)             |                |
| 10/28 PS             | 1909 – 1912 | 2.612 см3     | 22 кВ (30 к.с.)               |                |
| К 7/15 PS            | 1910 – 1913 | 1.768 см3     | 11 кВ (15 к.с.)               | 60 km/h        |
| 30/70 PS             | 1911 – 1914 | 7.853 см3     | 51 кВ (70 к.с.)               | 115 km/h       |
| 35/80 PS             | 1911 – 1914 | 9.081 см3     | 62,5 кВ (85 к.с.)             |                |
| К 5/13 PS            | 1911 – 1920 | 1.292 см3     | 9,6 – 10,3 кВ (13 – 14 к.с.)  | 55 km/h        |
| 20/50 PS             | 1912 – 1914 | 5.229 см3     | 40 кВ (55 к.с.)               | 105 km/h       |
| 15/40 PS             | 1913 – 1914 | 3.866 см3     | 33 кВ (45 к.с.)               | 90 km/h        |
| 9/24 PS              | 1913 – 1914 | 2.313 см3     | 17,6 кВ (24 к.с.)             | 70 km/h        |
| 25/55 PS             | 1913 – 1914 | 6.457 см3     | 44 кВ (60 к.с.)               |                |
| KL 6/16 PS           | 1913 – 1920 | 1.551 см3     | 11,8 кВ (16 к.с.)             | 60 km/h        |
| 12/30 PS             | 1914        | 3.115 см3     | 25,7 кВ (35 к.с.)             |                |
| 9/24 PS, 9/30 PS     | 1921 – 1924 | 2.298 см3     | 17,6 – 22 кВ (24 – 30 к.с.)   | 65 – 75 km/h   |
| 12/34 PS, 12/40 PS   | 1921 – 1924 | 3.115 см3     | 25 – 29 кВ (34 – 40 к.с.)     | 85 km/h        |
| 18/60 PS             | 1921 – 1924 | 4.712 см3     | 44 кВ (60 к.с.)               | 100 km/h       |
| 6/22 PS              | 1922 – 1923 | 1.550 см3     | 16 кВ (22 к.с.)               | 75 km/h        |
| 10/50 PS             | 1925 – 1927 | 2.580 см3     | 37 кВ (50 к.с.)               | 90 km/h        |
| 18/80 PS             | 1925 – 1927 | 4.704 см3     | 59 кВ (80 к.с.)               | 100 km/h       |
| 6/25 PS              | 1925 – 1928 | 1.550 см3     | 18 кВ (25 к.с.)               | 80 km/h        |
| Стандарт 6           | 1927 – 1928 | 2.540 см3     | 33 кВ (45 к.с.)               | 85 – 90 km/h   |
| Стандарт 8           | 1928 – 1933 | 3.887 см3     | 51 – 59 кВ (70 – 80 к.с.)     | 100 – 105 km/h |
| Стандарт 6 A/S       | 1928 – 1934 | 2.916 см3     | 37 кВ (50 к.с.)               | 85 – 90 km/h   |
| Фаворит              | 1929 – 1933 | 1.943 см3     | 25,7 кВ (35 к.с.)             | 80 km/h        |
| Примус 1,5 A         | 1932 – 1934 | 1.504 см3     | 23,5 – 24,2 кВ (32 – 33 к.с.) | 90 km/h        |
| Трумпф 1,5 AV        | 1932 – 1934 | 1.504 см3     | 23,5 – 24,2 кВ (32 – 33 к.с.) | 95 km/h        |
| Фаворит 2U           | 1933 – 1934 | 1.943 см3     | 29 кВ (40 к.с.)               | 90 km/h        |
| Стандарт 6 3U        | 1933 – 1934 | 2.916 см3     | 44 кВ (60 к.с.)               | 100 km/h       |
| Ахтцюлиндер          | 1933 – 1934 | 3.887 см3     | 59 кВ (80 к.с.)               | 105 km/h       |
| Трумпф Спорт         | 1933 – 1935 | 1.645 см3     | 34,5 кВ (47 к.с.)             | 115 km/h       |
| Примус 1,7 A         | 1933 – 1936 | 1.645 см3     | 28 кВ (38 к.с.)               | 95 km/h        |
| Трумпф 1,7 AV        | 1933 – 1936 | 1.645 см3     | 28 кВ (38 к.с.)               | 100 km/h       |
| Дипломат             | 1934 – 1938 | 2.916 см3     | 44 – 48 кВ (60 – 65 к.с.)     | 100 – 105 km/h |
| Трумпф Джуниър 1G/E  | 1934 – 1941 | 995 см3       | 18,4 кВ (25 к.с.)             | 90 km/h        |
| Трумпф Джуниър Спорт | 1935 – 1937 | 995 см3       | 20,6 кВ (28 к.с.)             | 110 km/h       |
| Трумпф 1,7 EV        | 1936 – 1938 | 1.645 см3     | 28 кВ (38 к.с.)               | 102 km/h       |
| Примус 1,7 E         | 1937 – 1938 | 1.645 см3     | 28 кВ (38 к.с.)               | 100 km/h       |
| 2,5 Литра            | 1937 – 1940 | 2.494 см3     | 42,6 кВ (58 к.с.)             | 125 km/h       |
| 2,5 Литра Спорт      | 1938 – 1939 | 2.494 см3     | 59 кВ (80 к.с.)               | 150 km/h       |
| 2 Литра              | 1938 – 1940 | 1910 см3      | 33 кВ (45 к.с.)               | 110 km/h       |

Мотоциклети
| Модел         | Години  | Обем двигател | Мощност   | Макс. скорост |
| ------------- | ------- | ------------- | --------- | ------------- |
| 1,75 PS       |         |               | 1,75 к.с. |               |
| 2,5 PS        |         |               | 2,5 к.с.  |               |
| 3 PS          | 1903    |               | 3 к.с.    |               |
| М 100         | от 1949 | 98 см3        | 4,1 к.с.  | 70 km/h       |
| М 125         |         | 124 см3       | 6,8 к.с.  |               |
| М 150         |         | 149 см3       | 8,4 к.с.  |               |
| М 200, МВ 200 | от 1951 | 195 см3       | 16 к.с.   | 95 km/h       |
| М 2011        |         |               | 10,5 к.с. | 100 km/h      |
| МВ 250        | от 1952 |               | 16 к.с.   | 117 km/h      |
| МВ 250 G      |         |               | 18 к.с.   |               |
| МВ 250 S      |         |               | 18 к.с.   |               |
| МВ 250 RS     |         |               | 26 к.с.   | 160 km/h      |